# Río Rupert
El río Rupert (del inglés: Rupert River); (en francés: Rivière Rupert es uno de los mayores ríos de Quebec, Canadá. Desde su cabecera en el lago Mistassini, el lago natural más grande de Quebec (2335 km²), discurre 600 km en dirección sensiblemente oeste hasta desaguar en la bahía de Rupert, en el extremo suroriental de la gran bahía de James. Medido desde la fuente del río Témiscamie, la longitud del río es de 763 km. El Rupert drena un área de 43 400 km², mayor que países como Suiza, Dinamarca o los Países Bajos.

## Geografía
Hay algunos tramos muy grandes de aguas bravas en el río, pero los palistas pueden evitarlos en gran parte por rutas de portaje en las riberas. Las caídas más impresionantes, que no se puede evitar salvo por el porteo, son los rápidos Oatmeal (Oatmeal Rapids, que significa «rápidos Harina de avena») a la derecha en la James Bay Road (un conjunto de cascadas que caen unos 18 m) y The Fours [Los Cuatro], cerca del final del río (de 24 m).
Los principales afluentes del Rupert son (en orden descendente):
- río Témiscamie (rivière Témiscamie), de 217 km de longitud, que nace en el lago Laparre y desagua en el lago Albanel;
- Rivière De Maurès, de 87 km de longitud;
- río Natastan (Rivière Natastan), de 126 km de longitud;
- río à la Marte (Rivière à la Marte), de 201 km de longitud[3] con una subcuenca de 4505 km²;
- río Lemare (Rivière Lemare), de 40 km de longitud y con una subcuenca de 1290 km²;
- Rivière Jolliet, de 40 km de longitud;
- río Nemiscau (Rivière Nemiscau), de 168 km de longitud[4] y con una subcuenca de 3015 km²;

Los principales lagos atravesados por el Rupert son (en orden ascendente):
- Bahía Radisson
- lago Capichinatoune
- lago Woollett
- lago Bellinger
- lago La Bardelière
- lago Mesgouez
- lago Nemiscau

## Historia
En 1663, el gobernador Pierre du Bois d'Avaugour nombró a Guillaume Couture, coureur des bois e intérprete, como comandante de una expedición que fue a descubrir la ubicación del mar del Norte. Iba acompañado por dos franceses (Pierre Duquet y Jean Langlois) y varios amerindios que iban en 44 canoas. Couture fue el primer europeo que hizo el descubrimiento del lago Mistassini en Saguenay. El grupo continuó su exploración y llegó a un río, el río Rupert, «que desembocaba en el mar del Norte» («qui se jette dans la mer du nord»). Los guías indios se negaron a ir más allá y tomaron la ruta de regreso al sur. Aun así, Couture estableció contacto con los pueblos amerindios del Norte, que encontró mucho más pacíficos que los iroqueses y los hurones del sur.
El dúo de cuñados franceses, Pierre-Esprit Radisson y Médard des Groseilliers, exploradores y comerciantes de pieles, convencieron a la Corona inglesa —principalmente al Príncipe Ruperto de Baviera, un favorecido primo tanto de Carlos I como de Carlos II— que una empresa colonial en el norte de Canadá produciría abundantes riquezas en minerales y pieles. En junio de 1668 ambos partieron de Inglaterra a bordo de dos navíos mercantes fletados por el príncipe Ruperto, el Eaglet y el Nonsuch, con los que penetraron en la bahía de Hudson desde el norte. Así descubrieron una ruta más corta que eliminaba la necesidad de penetrar por el río San Lorenzo, controlado por los franceses. Solamente el Nonsuch, un velero de dos palos tipo ketch, capitaneado por Zachariah Gillam, llegó a la bahía con Des Groseilliers a bordo, dado que el Eaglet sufrió daños en una tormenta y tuvo que regresar a Inglaterra con Radisson. Des Groseilliers y Gillam crearon conjuntamente el primer puesto comercial de pieles en la bahía de James, el asentamiento de Fort Rupert, en la desembocadura del río Rupert. 

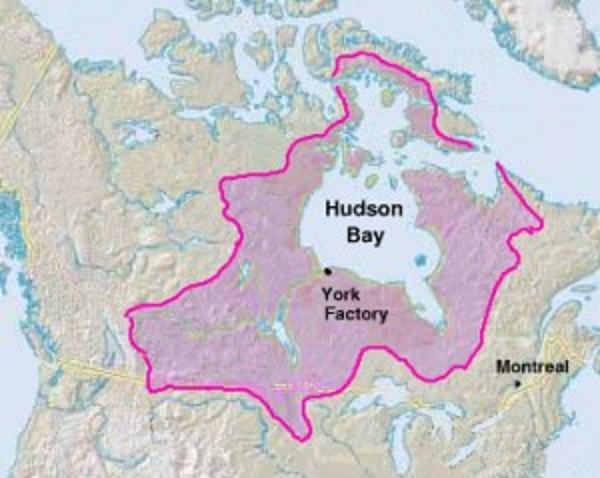
La Tierra de Rupert

La expedición fue en su conjunto un éxito rotundo que condujo a la fundación en 1670, por parte de los ingleses, de la Compañía de la Bahía de Hudson (Hudson's Bay Company, HBC), apadrinada por Carlos II, que les otorgó una carta de garantía que concedía a la Compañía el monopolio comercial completo de todos los ríos de la cuenca de la bahía de Hudson (incluyendo la bahía James). Al mismo tiempo, se formó la primera colonia inglesa en lo que hoy es territorio continental de Canadá, Tierra de Rupert (Rupert's Land), que tenía como primera capital Fort Rupert (luego Fort Charles) (y que más tarde se convirtió en el puesto comercial Rupert House, el puesto comercial más antiguo de la Compañía de la Bahía de Hudson).
In 1672, cuando la HBC iniciaba sus operaciones, Charles Albanel, un misionero y sacerdote jesuita francés lideró una expedición francesa que via el río Saguenay llegó al lago Mistassini y descendió por el Rupert hasta la bahía de James. Fue el primer occidental que alcanzó la bahía desde el San Lorenzo y reclamó esa región para Francia.
A partir de entonces, el río Rupert desempeñó un papel vital en el suministro de los puestos comerciales británicos en el interior (como Nemiscau y Mistissini) con brigadas regulares en canoa, justo hasta el comienzo del siglo XX, cuando los suministros empezaron a llegar desde el sur a través del ferrocarril y luego por carretera, más adelante.
Si bien ha perdido su importancia como ruta comercial, el río Rupert ha sido durante mucho tiempo un destino popular para actividades recreativas como la acampada en canoa y la práctica de las aguas bravas.
El Rupert ha sido durante mucho tiempo un río importante para los crees de la región. Cada año, un grupo de jóvenes cree de la aldea de Waskaganish, en la desembocadura del Rupert, viaja aguas arriba por el río hasta el lago Nemiscau.

## Desarrollo hidroeléctrico

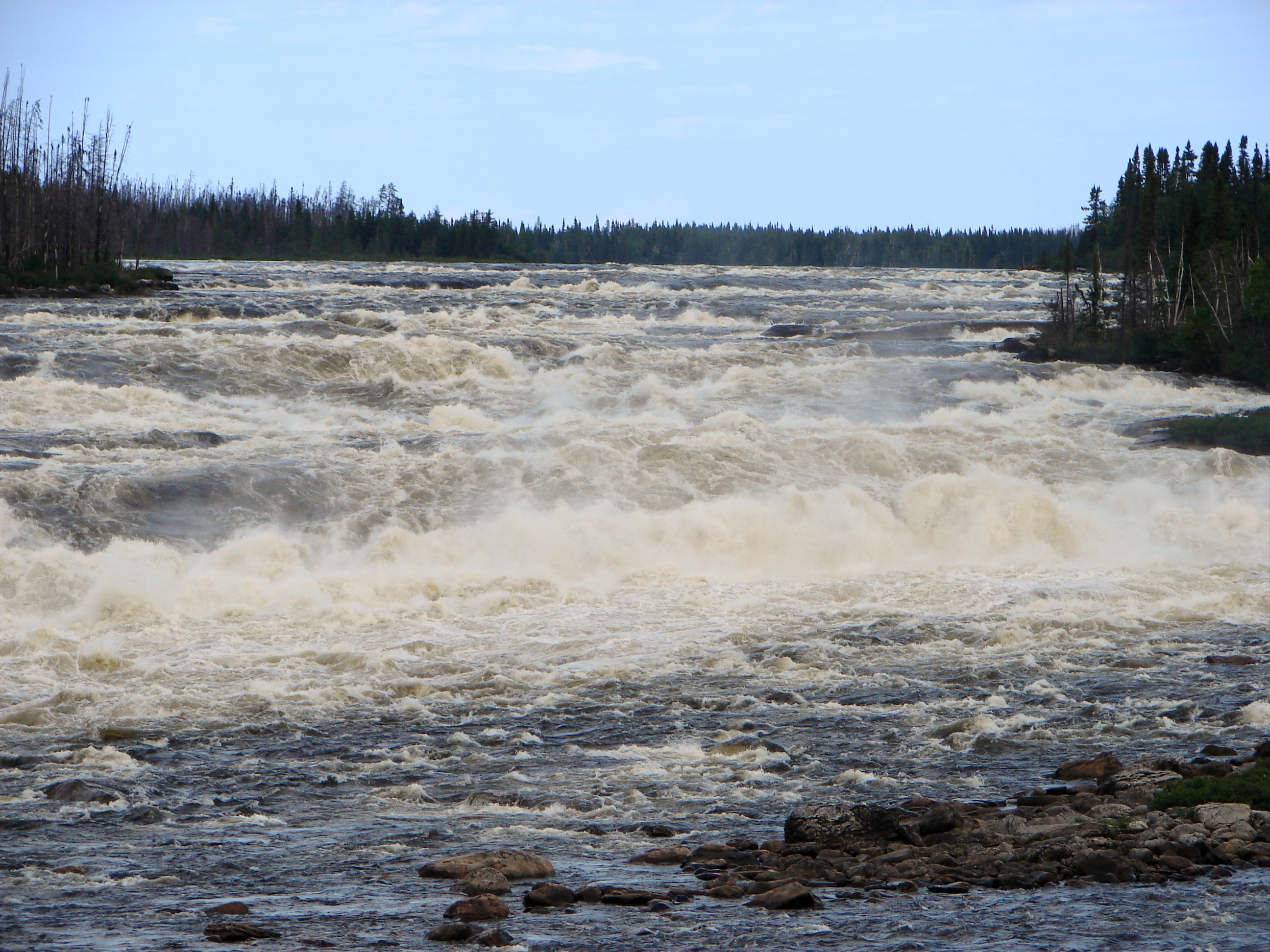
Los Rapids Oatmeal en el río Rupert.

El Rupert, junto con los ríos Nottaway y Broadback (proyecto NBR), fue considerado inicialmente para ser represado y desviado como parte del Proyecto de la bahía de James. Pero en 1972, el desarrollo hidroeléctrico se inició en los más septentrionales ríos La Grande y Eastmain y el proyecto NBR fue abandonado.
El plan para desviar las fuentes del Rupert en el complejo hidroeléctrico de La Grande fue revivido en 2002, cuando se firmó un acuerdo histórico entre el Gobierno de Quebec y el Gran Consejo de los Crees. En este acuerdo, conocido como La Paix des braves (literalmente, la "Paz de los Valientes"), las dos partes acordaron autorizar la realización de un largamente retrasado proyecto hidroeléctrico en el río Eastmain, justo al norte del río Rupert. Un acuerdo posterior en abril de 2004 puso fin a todo litigio entre las dos partes y abrió el camino a la evaluación ambiental conjunta de la desviación de alrededor del 50% del flujo total de agua del río Rupert (y el 70% en el punto de desviación) hacia el norte hasta el río Eastmain y en la cuenca hidroeléctrica de La Grande. El Gran Jefe de los cree, Matthew Mukash , elegido a finales de 2005, se opuso al proyecto de desviación de Rupert, prefiriendo el desarrollo de turbinas eólicas en la región.
Una vez finalizada la evaluación ambiental conjunta de los cree y las autoridades de Quebec y Canadá, los gobiernos de Quebec y Canadá autorizaron el desvío y la construcción de instalaciones hidroeléctricas en el río Rupert a finales de 2006. El desvío de agua del río se inició en noviembre de 2009. Unos 29 600 km² o el 68% de su cuenca se desviarán a través de un largo túnel de transferencia de 2,9 kilómetros desde Rupert Forebay hasta Rupert Forebay, en la cuenca Nemiscau, y luego hacia adelante al Embalse 1 Eastmain. El trabajo restante está previsto que se complete en 2012.

## Galería de imágenes

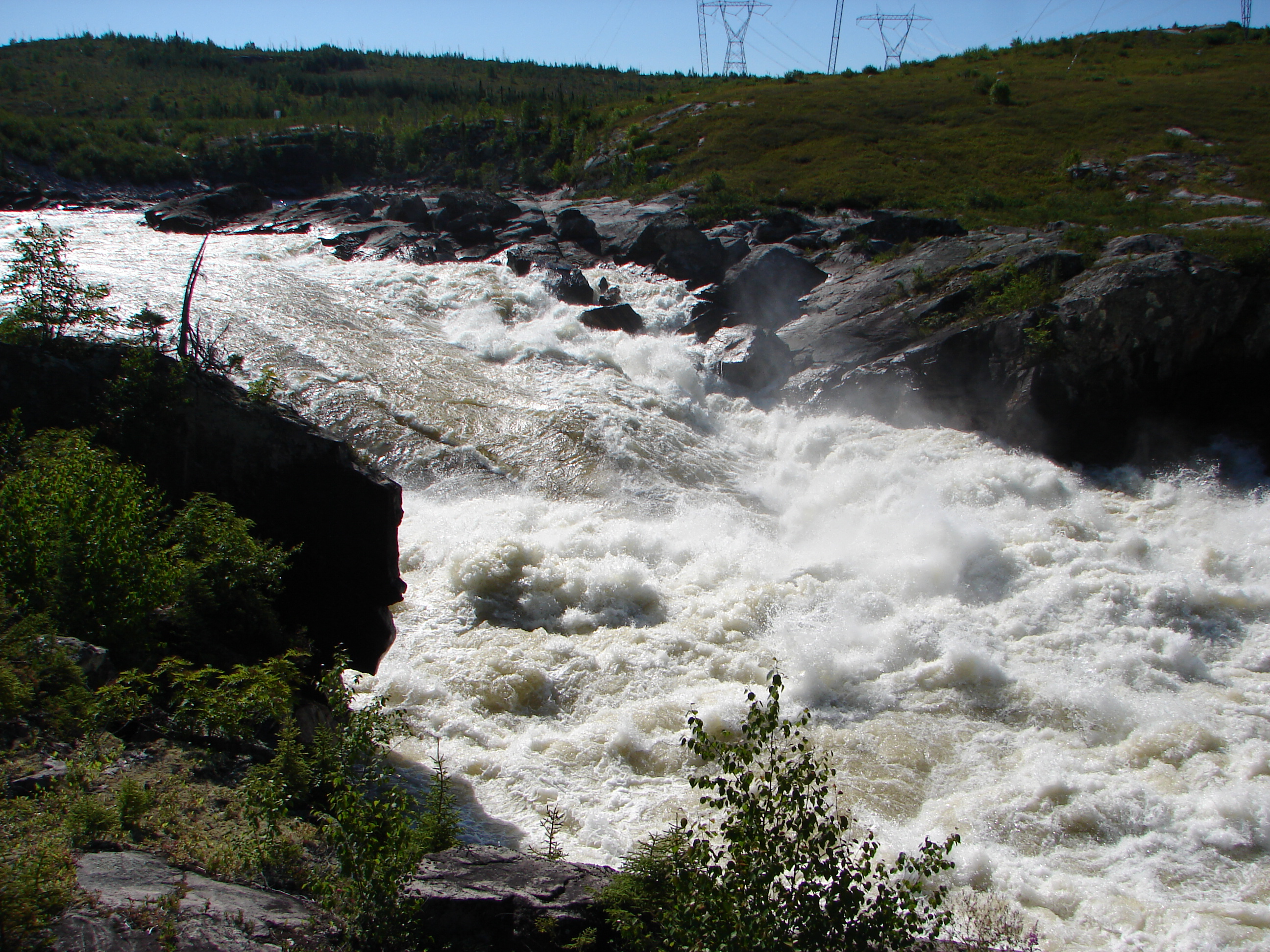
El río Rupert en la Route du Nord
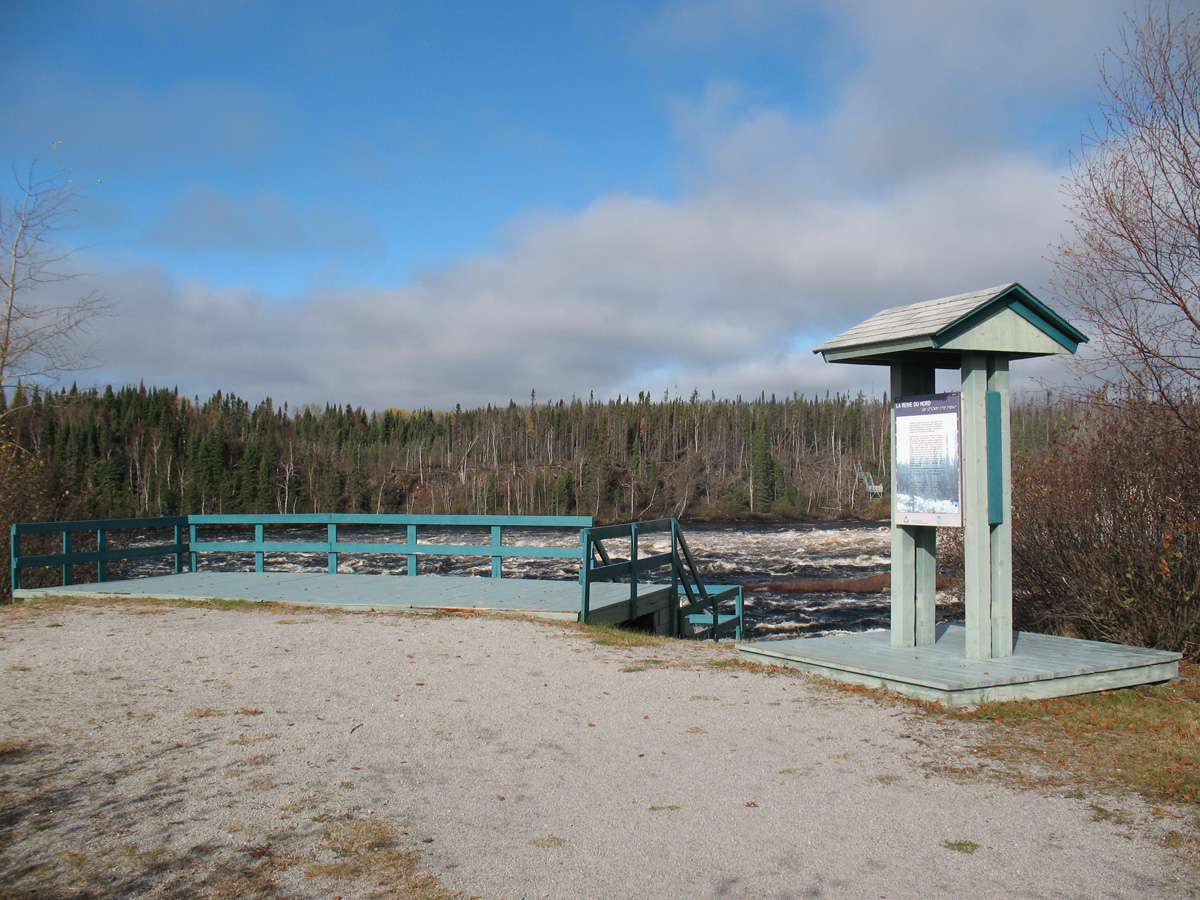
Mirador en el río Rupert
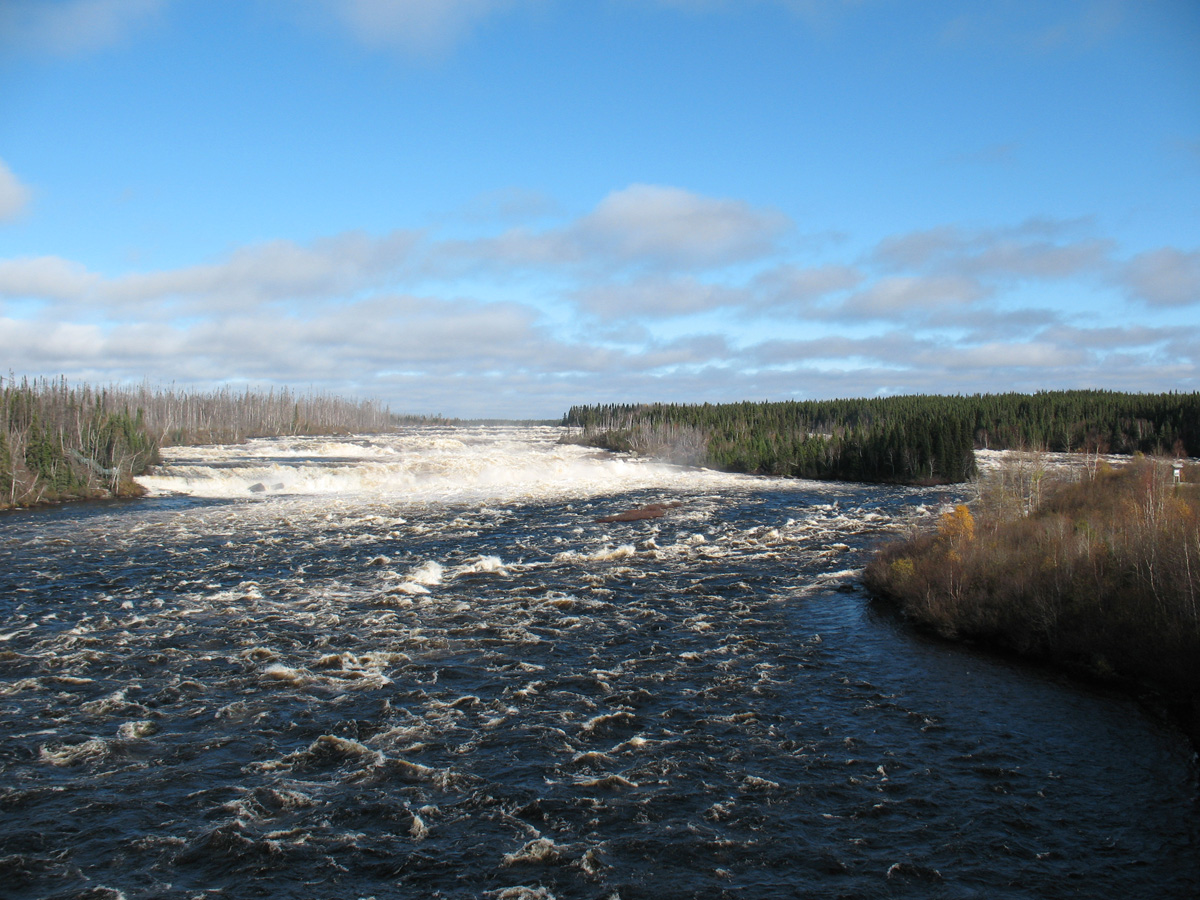
El río Rupert en la James Bay Road.
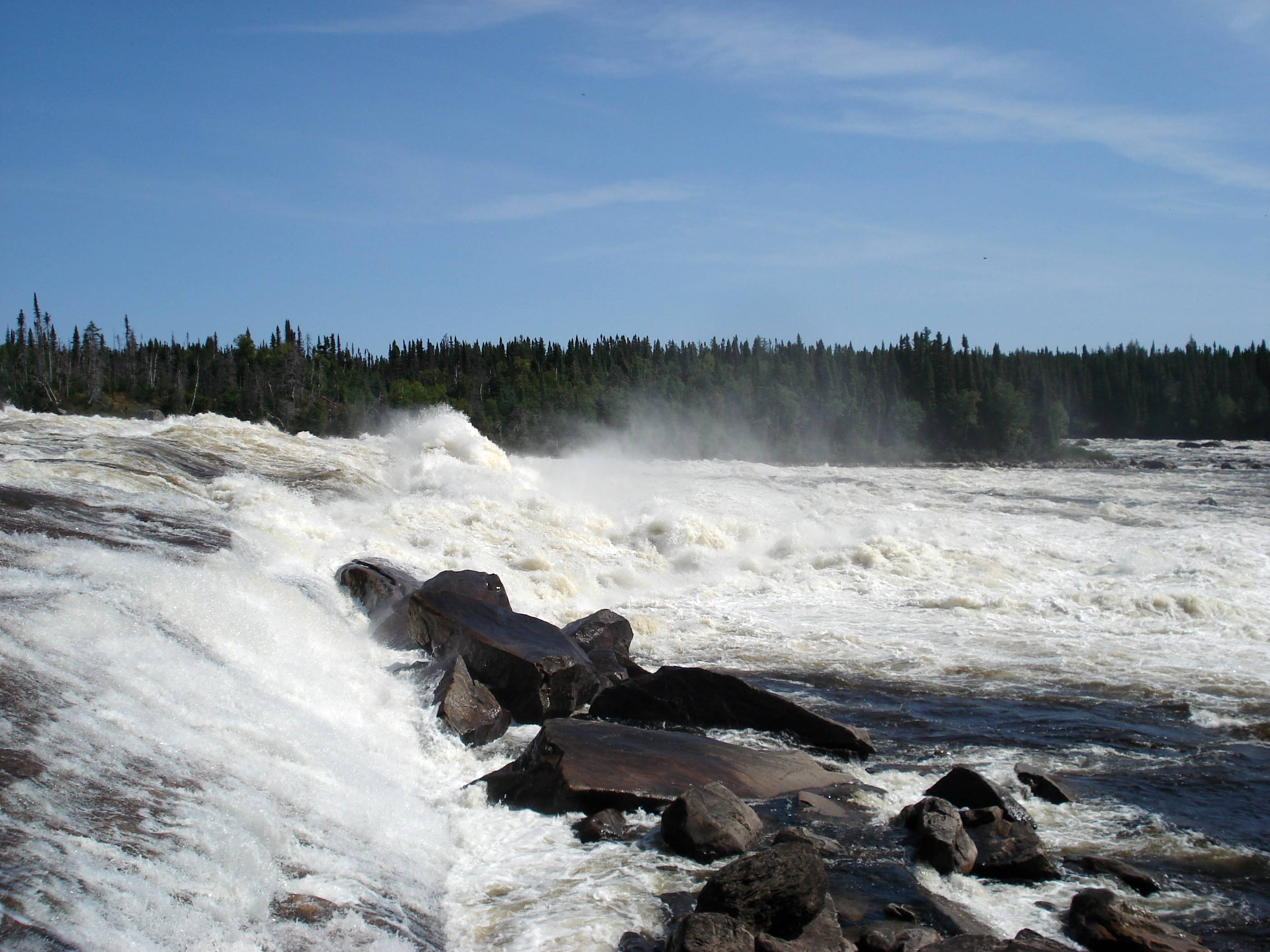
Primer plano de los rápidos Oatmeal